# Duško Ivanović
Pour les articles homonymes, voir Ivanović.
Duško Ivanović, né le 1er septembre 1957 à Bijelo Polje, est un joueur et entraîneur montenegrin de basket-ball.

## Biographie
Ivanović est démis de ses fonctions le 18 novembre 2012 après un mauvais début de saison du Caja Laboral Saski Baskonia. En juin 2014, il signe un contrat de deux ans au Panathinaïkos, club majeur sur la scène européenne. Il est limogé en mai 2015 et remplacé à titre intérimaire par Sotiris Manolopoulos (en).
En mars 2016, après plusieurs défaites consécutives en Euroligue, Rimas Kurtinaitis est remplacé par Ivanović au poste d'entraîneur du BC Khimki Moscou.
En décembre 2019, Velimir Perasović est limogé de son poste d'entraîneur du Saski Baskonia et il est remplacé peu après par Ivanović qui quitte son poste d'entraîneur du Beşiktaş. Ivanović est entraîneur du Saski Baskonia pour la troisième fois et signe un contrat jusqu'à la fin de la saison. Ivanović est licencié en novembre 2021 et remplacé par Neven Spahija.
En novembre 2022, Vladimir Jovanović (en), l'entraîneur de l'Étoile rouge de Belgrade est limogé. Il est remplacé par Ivanović.
Ivanović est rappelé au Saski Baskonia en novembre 2023 après un début de saison difficile pour le club (bilan d'une victoire et 4 défaites en Euroligue). Ivanović aide le club à se qualifier pour les playoffs de l'Euroligue mais manque ceux du championnat d'Espagne. Il n'est pas conservé par le club à l'issue de la saison.

## Club

### Joueur
- 1990-1992 :  KK Split (1er division)
- 1992 :  CB Gérone (Liga ACB)
- 1992-1993 :  CSP Limoges (Pro A)
- 1993-1996 :  Fribourg Olympic (LNA)

### Entraîneur

#### Club
- 1993-1994 :  Fribourg Olympic (LNA) (assistant)
- 1994-1995 :  CB Gérone (Liga ACB) (assistant de Joaquim Costa)
- 1995-1999 :  Fribourg Olympic (LNA)
- 1999-2000 :  CSP Limoges (Pro A)
- 2000-2005 :  Saski Baskonia (Liga ACB)
- 2005-2008 :  FC Barcelone (Liga ACB)
- 2008-2012 :  Saski Baskonia (Liga ACB)
- 2014-2015 :  Panathinaïkos
- 2016-2017 :  Khimki Moscou
- 2018-2019 :  Beşiktaş JK
- 2019-2021 :  Saski Baskonia
- 2022-2023 :  Étoile rouge de Belgrade
- 2023-2024 :  Saski Baskonia
- depuis 2024 :  Virtus Bologne

#### Équipe nationale
- 1997-2000 : Équipe nationale de Suisse
- 2014-2016 : Équipe nationale de Bosnie-Herzégovine

## Palmarès

### Joueur
- Euroligue : 1989, 1990
- Champion de Yougoslavie : 1988, 1989, 1990
- Coupe de Yougoslavie : 1990
- Champion de Suisse : 1996
- meilleur réalisateur du championnat yougoslave : 1983, 1984, 1988
- meilleur réalisateur du championnat suisse : 1994
- Championnat d'Europe 1993

### Entraîneur
- Finaliste de Euroligue : 2001 et 2005
- Coupe Korać : 2000 avec Limoges.
- Champion de Suisse : 1997, 1998, 1999
- Coupe de Suisse : 1998
- Championnat de France 2000 avec Limoges.
- Coupe de France : 2000 avec Limoges.
- Championnat d'Espagne : 2002, 2010, 2020
- Coupe du Roi : 2002, 2004, 2007 et 2009.
- Coupe de Grèce : 2015.
- Championnat d'Italie : 2025 avec Bologna.

### Distinction personnelle
- Entraîneur de l'année en Espagne en 2001 et 2009.